# Deltocyathus
Deltocyathus Milne-Edwards & Haime, 1848 è un genere di madrepore della sottoclasse degli Esacoralli. È l'unico genere della famiglia Deltocyathidae Kitahara, Cairns, Stolarski & Miller, 2012..

## Descrizione
Il genere comprende coralli solitari, di forma da discoidale a stellata, non ancorati al substrato.
Sono specie di piccole dimensioni: la più grande, Deltocyathus magnificus, misura circa 25 mm di diametro.

## Distribuzione e habitat
Le specie di questo genere si trovano nell'oceano Indo-Pacifico e nell'Atlantico, a profondità comprese tra 44 e 5.080 m.

## Tassonomia
Il genere comprende le seguenti specie:
- Deltocyathus agassizi Pourtalès, 1867
- Deltocyathus andamanicus Alcock, 1898
- Deltocyathus calcar Pourtalès, 1874
- Deltocyathus cameratus Cairns, 1999
- Deltocyathus corrugatus Cairns, 1999
- Deltocyathus crassiseptum Cairns, 1999
- Deltocyathus eccentricus Cairns, 1979
- Deltocyathus halianthus Lindström, 1877
- Deltocyathus heteroclitus Wells, 1984
- Deltocyathus inusitiatus Kitahara & Cairns, 2009
- Deltocyathus italicus Michelotti, 1838
- Deltocyathus magnificus Moseley, 1876
- Deltocyathus moseleyi Cairns, 1979
- Deltocyathus murrayi Gardiner & Waugh, 1938
- Deltocyathus nascornatus Gardiner & Waugh, 1938
- Deltocyathus ornatus Gardiner, 1899
- Deltocyathus parvulus Keller, 1982
- Deltocyathus philippinensis Cairns & Zibrowius, 1997
- Deltocyathus pourtalesi Cairns, 1979
- Deltocyathus rotulus Alcock, 1898
- Deltocyathus sarsi Gardiner & Waugh, 1938
- Deltocyathus stella Cairns & Zibrowius, 1997
- Deltocyathus suluensis Alcock, 1902
- Deltocyathus taiwanicus Hu, 1987
- Deltocyathus varians Gardiner & Waugh, 1938
- Deltocyathus vaughani Yabe & Eguchi, 1932